# Per Aschan
Per Aschan, född 15 januari 1764 i Sya församling, Östergötlands län, död 12 november 1839 i Tjällmo församling, Östergötlands län, var en svensk häradshövding.

## Biografi
Aschan föddes 1764 på Björkelund, Hyppinge ägor i Sya församling. Han var son till rusthållaren Per Aschan och Maria Hastensdotter. Aschan lärde sig räkna och skriva av komministern Emanuel Regnér i Sya församling. Han blev vid 14 års ålder antagen som skrivare hos kronolänsmannen Per Roswall i Vifolka härad. När han blev 18 år anställdes han som skrivare hos kronobefallningsmannen Kjellander. Aschan blev 1784 skrivare hos häradshövdigen Carl Jakob von Strokirch i Västerlösa, Rogslösa församling.
Han blev 29 oktober 1785 student vid Lunds universitet, men återvänd efter en tid tillbaka till Strokirch och stannade hos honom till 1786. Vid nyåret 1787 reste han till Lund och skrevs in 30 januari samma år. Aschan var auskultant i Göta hovrätt och blev 1789 extra ordinarie kanslist i Göta hovrätt. År 1792 blev han vice häradshövding och 19 december 1795 häradshövding i Bobergs, Gullbergs, Bråbo och Finspånga läns häraders domsaga. Aschan fick 12 maj 1812 titel som lagmans namn, heder och värdighet. Han avled av slag 1839 på Stora Yxhult i Tjällmo församling.

### Familj
Aschan gifte sig 17 augusti 1806 med Albertina Lovisa Christernin (1783–1862). Hon var dotter till underofficeren Erik Wilhelm Christernin och Beata Lovisa von Hess.